# Mona Ozouf
Pour les articles homonymes, voir Ozouf.
Mona Ozouf, née Mona Annig Sohier le 24 février 1931 à Lannilis (Finistère), est une historienne et philosophe française. Elle est directrice de recherche émérite à l'École des hautes études en sciences sociales (EHESS) et spécialiste de l'éducation et de la Révolution française.

## Biographie

### Famille et études
Elle est la fille de Yann Sohier et de Anne Le Den, deux instituteurs bretonnants et militants de la cause bretonne[pas clair], qui l'élèvent en langue bretonne. Son père décède d'une broncho-pneumonie alors qu'elle n'est âgée que de quatre ans.
Cette disparition précoce laisse sa mère, Anne, dans un profond chagrin. Mona Sohier vit dès lors une enfance, dit-elle, « claustrale » et « recluse ». La jeune fille se réfugie alors dans les études. Elle effectue d'abord sa scolarité primaire à Plouha, puis aborde les études secondaires au collège Ernest-Renan à Saint-Brieuc, une époque où elle côtoie l'écrivain Louis Guilloux et son épouse Renée Guilloux qui fut sa professeure de lettres, et à qui elle rend régulièrement hommage. L'un et l'autre auront une forte influence intellectuelle sur elle. Elle obtient, durant sa scolarité à Ernest-Renan, le premier prix de français au concours général de 1947 et raconte, durant l'inauguration de l'amphithéâtre qui porte son nom au campus Mazier à Saint-Brieuc, comment le deuxième conflit mondial les a obligées, elle et ses camarades de classe, à migrer dans le salon de sa professeure afin de poursuivre les cours du fait de la réquisition par l'occupant des locaux briochins de son école.
Toujours de nature studieuse, elle continue sa formation en classe d'hypokhâgne à Rennes au lycée Chateaubriand et effectue une khâgne à Versailles, où sa mère et sa grand-mère la suivent. Elle ne tient que quelques jours dans cette classe de khâgne où elle pense ses camarades plus fortes qu'elle, ce qui l’amène à s'inscrire en licence de philosophie à la Sorbonne. Mona Sohier retourne finalement l'année suivante en khâgne, et elle est admise à l'École normale supérieure de jeunes filles (promotion 1952) : elle en sort agrégée de philosophie,, reçue 6e, en 1955. La même année, Mona Sohier rencontre l'historien Jacques Ozouf, avec qui elle aura deux enfants.

### Carrière universitaire
De la philosophie, elle passe finalement à l'histoire. Pendant sa carrière universitaire, elle fait la connaissance des historiens Denis Richet, Emmanuel Le Roy Ladurie et François Furet. De nombreux ouvrages sont nés de la collaboration avec ce dernier. Membre du Centre de recherches politiques Raymond-Aron à l'École des hautes études en sciences sociales (EHESS), elle est, jusqu'à sa retraite en 1997, directrice de recherche au CNRS. Elle est chroniqueuse au Nouvel Observateur et participe à la revue Le Débat. Ses travaux portent pour l'essentiel sur les questions relatives à l'école publique et à la Révolution française. Elle s'intéresse particulièrement aux rapports qu'entretiennent pédagogie, idéologie et politique.

### Engagements
Comme beaucoup d'étudiants de son époque, elle milite au Parti communiste français, qu'elle quitte après l'insurrection de Budapest de 1956.
En 2003, elle est l'une des signataires de la pétition « Avec Washington et Londres, pour le soutien du peuple irakien » qui soutient la coalition anglo-américaine dans son intervention contre Saddam Hussein.
En 2005, elle promeut la pétition Liberté pour l'histoire et participe au conseil d'administration de l'association éponyme.
En 2012, lors de la campagne présidentielle, elle signe une tribune intitulée « Pour une nouvelle république » appelant à voter pour le candidat François Hollande.

### Langue bretonne
Dans le premier chapitre de son ouvrage Composition française, elle critique ouvertement le livre de Françoise Morvan, Le Monde comme si, qu'elle décrit comme « un injuste et talentueux pamphlet » qui s'en prend aux choix politiques de son père, Yann Sohier, ainsi qu'au mouvement breton et à la langue bretonne. Elle dénonce également le jacobinisme qui réprime la diversité culturelle et prône un universalisme abstrait.

### Féminisme
Mona Ozouf considère que la généralisation de la contraception est la plus grande révolution moderne, et « la raison pour laquelle [elle] ne dira jamais que "c'était mieux avant" ».
Dans son ouvrage Les Mots des femmes : essai sur la singularité française, Mona Ozouf critique le féminisme égalitaire dit « à l’américaine », en opposant un commerce heureux entre les sexes à la judiciarisation
excessive de leurs rapports telle qu’elle existe aux États-Unis. Selon elle, ce féminisme serait un apport étranger, en décalage avec la singularité des mœurs françaises issues du modèle aristocratique de la galanterie française.

## Publications
| 1962 | L'École, l'Église et la République 1871–1914                                              |
| 1963 |                                                                                           |
| 1964 |                                                                                           |
| 1965 |                                                                                           |
| 1966 |                                                                                           |
| 1967 |                                                                                           |
| 1968 |                                                                                           |
| 1969 |                                                                                           |
| 1970 |                                                                                           |
| 1971 |                                                                                           |
| 1972 |                                                                                           |
| 1973 |                                                                                           |
| 1974 |                                                                                           |
| 1975 |                                                                                           |
| 1976 | La Fête révolutionnaire 1789–1799                                                         |
| 1977 |                                                                                           |
| 1978 |                                                                                           |
| 1979 |                                                                                           |
| 1980 |                                                                                           |
| 1981 |                                                                                           |
| 1982 |                                                                                           |
| 1983 |                                                                                           |
| 1984 | L'École de la France : essai sur la Révolution, l'utopie et l'enseignement (École laïque) |
| 1985 |                                                                                           |
| 1986 |                                                                                           |
| 1987 |                                                                                           |
| 1988 | Dictionnaire critique de la Révolution française                                          |
| 1989 | L'Homme régénéré : essai sur la Révolution française                                      |
| 1989 | La République des instituteurs                                                            |
| 1990 |                                                                                           |
| 1991 | La Gironde et les Girondins                                                               |
| 1992 |                                                                                           |
| 1993 | Le Siècle de l'avènement républicain                                                      |
| 1993 | Dictionnaire critique de la Révolution française Institutions et créations                |
| 1993 | Dictionnaire critique de la Révolution française Événements                               |
| 1993 | Dictionnaire critique de la Révolution française Acteurs                                  |
| 1994 |                                                                                           |
| 1995 | Les Mots des femmes : essai sur la singularité française                                  |
| 1996 |                                                                                           |
| 1997 |                                                                                           |
| 1998 | La Muse démocratique, Henry James ou les pouvoirs du roman                                |
| 1999 | Un itinéraire intellectuel                                                                |
| 2000 |                                                                                           |
| 2001 | Les Aveux du roman. Le XIXe siècle entre Ancien Régime et Révolution                      |
| 2001 | Le Langage blessé : reparler après un accident cérébral                                   |
| 2002 |                                                                                           |
| 2003 |                                                                                           |
| 2004 | Une autre République : 1791 : L'occasion et le destin d'une initiative républicaine       |
| 2005 | Varennes. La mort de la royauté, 21 juin 1791                                             |
| 2005 | Jules Ferry                                                                               |
| 2006 |                                                                                           |
| 2007 |                                                                                           |
| 2008 |                                                                                           |
| 2009 | Composition française : retour sur une enfance bretonne                                   |
| 2010 |                                                                                           |
| 2011 | La Cause des livres                                                                       |
| 2012 |                                                                                           |
| 2013 |                                                                                           |
| 2014 | Jules Ferry : La liberté et la tradition                                                  |
| 2015 | De Révolution en République : les chemins de la France                                    |
| 2016 |                                                                                           |
| 2017 |                                                                                           |
| 2018 | L’Autre George : À la rencontre de George Eliot                                           |
| 2019 |                                                                                           |
| 2020 | Pour rendre la vie plus légère : les livres, les femmes, les manières                     |

- L'École, l'Église et la République 1871–1914, Paris, Armand Colin, 1962  (ISBN 2-02-014730-0) ; réédition Points Histoire, 2007
- La Fête révolutionnaire 1789–1799, Paris, Gallimard, 1976  (ISBN 2-08-081264-5)
- L'École de la France : essai sur la Révolution, l'utopie et l'enseignement (École laïque), Paris, Gallimard, 1984, br., ill., 424, 23 cm (ISBN 2070702022 et 9782070702022, OCLC 299396435, BNF 34770422, SUDOC 000826057, présentation en ligne)
- Dictionnaire critique de la Révolution française, en coll. avec François Furet, Paris, Flammarion, 1988  (ISBN 2-08-211537-2)
- Dictionnaire critique de la Révolution française Institutions et créations, en coll. avec François Furet, Paris, Flammarion, 1993  (ISBN 2-08-081265-3)
- Dictionnaire critique de la Révolution française Événements, en coll. avec François Furet, Paris, Flammarion, 1993  (ISBN 2-08-081266-1)
- Dictionnaire critique de la Révolution française Acteurs, en coll. avec François Furet, Paris, Flammarion, 1993  (ISBN 2-08-081264-5)
- L'Homme régénéré : essai sur la Révolution française, Paris, Gallimard, 1989  (ISBN 2-07-071742-9)
- Mona Ozouf et Jacques Ozouf, La République des instituteurs, Paris, Gallimard, 1989  (ISBN 2-02-047962-1)
- La Gironde et les Girondins, Paris, Payot, 1991,  (ISBN 2-228-88400-6)
- Le Siècle de l'avènement républicain, en coll. avec François Furet, Paris, Gallimard, 1993
- Les Mots des femmes : essai sur la singularité française, Paris, Fayard, 1995,  (ISBN 2-213-59394-9)
- Das Pantheon, Wagenbach, 1996
- La Muse démocratique, Henry James ou les pouvoirs du roman, Paris, Calmann-Lévy, 1998  (ISBN 2-7021-2824-6)
- Un itinéraire intellectuel, en coll. avec François Furet, Paris, Calmann-Lévy, 1999  (ISBN 2-7021-2952-8)
- Les Aveux du roman. Le XIXe siècle entre Ancien Régime et Révolution, Paris, Fayard, 2001  (ISBN 2-213-61012-6), prix Guizot-Calvados
- Le Langage blessé : reparler après un accident cérébral, Paris, Albin Michel, 2001  (ISBN 2-226-11684-2)
- Une autre République : 1791 : L'occasion et le destin d'une initiative républicaine, en coll. avec Laurence Cornu, Paris, L'Harmattan, 2004  (ISBN 2747574776)
- Varennes. La mort de la royauté, 21 juin 1791, Paris, Gallimard, 2005  (ISBN 2-07-077169-5)
- Jules Ferry, Paris, Bayard-Centurion, 2005  (ISBN 2-227-47493-9)
- Varennes, la mort de la royauté, Paris, Gallimard, 2006  (ISBN 2-07-077169-5), prix des Ambassadeurs 2006
- Composition française : retour sur une enfance bretonne, Paris, Gallimard, 2009  (ISBN 2-07-012464-9), prix du Mémorial-grand prix littéraire d'Ajaccio 2009
- La Cause des livres, Paris, Gallimard, 2011  (ISBN 978-2-07-013457-1)
- Jules Ferry : La liberté et la tradition, Paris, Gallimard, 2014  (ISBN 2-07-014531X)
- De Révolution en République : les chemins de la France, Paris, Gallimard, 2015  (ISBN 978-2070145614)
- L’autre George : À la rencontre de George Eliot, Paris, Gallimard, 2018  (ISBN 2-07-2802024)
- Pour rendre la vie plus légère : les livres, les femmes, les manières, Stock, 2020  (ISBN 978-2-23-408818-4)

## Distinctions

### Décorations
- Grand-croix de la Légion d'honneur le 14 juillet 2025[13],[14].
  -  Grande officière de la Légion d'honneur le 31 décembre 2020[15].
    -  Commandeure de la Légion d'honneur le 11 juillet 2014 [16].
      -  Officière de la Légion d'honneur le 25 mars 2005[17].
        -  Chevalière de la Légion d'honneur le 7 novembre 1989
- Grand officier de l'ordre national du Mérite le 18 novembre 2017[18].
  -  Commandeure de l'ordre national du Mérite, elle est directement promue pour récompenser ses 43 ans de services civils le 13 mai 2011[19].
- Commandeure de l'ordre des Arts et des Lettres le 23 novembre 2007[20].
- En 2009, elle est décorée de l'ordre de l'Hermine[21].

### Prix
- En 1998, elle obtient le prix Dr A.H. Heineken d'Histoire[22].
- En 2004, elle reçoit le grand prix Gobert pour l'ensemble de son œuvre[23].
- En 2006, elle obtient le prix du Sénat du Livre d'Histoire.
- En 2007, elle reçoit le prix mondial Cino-Del-Duca.
- En 2009, elle reçoit le prix Breizh[24].
- En 2009, elle reçoit le prix du Mémorial-grand prix littéraire d'Ajaccio.
- En 2010, elle reçoit le prix Montaigne de Bordeaux[25],[26].
- En 2014, elle reçoit le prix de la BnF[27].
- En 2015, elle reçoit le prix de la langue française[28].
- En 2016, elle reçoit le grand prix Toulouse-Lautrec de l'Académie des jeux floraux.
- Mona Ozouf a été désignée Bretonne de l’année 2023 aux Victoires de la Bretagne[29].

### Hommages
En 2016, un collège public de la commune de Savenay (Loire-Atlantique) est construit et sera plus tard nommé « collège Mona-Ozouf ». L'inauguration a lieu le 29 septembre 2017 en présence de Mona Ozouf.
En 2020 est annoncé que le futur lycée de Ploërmel (Morbihan) portera son nom ; son inauguration a eu lieu le 29 septembre 2023,.
L'école primaire de Plouha (Côtes-d'Armor) porte son nom ainsi que celui de son mari (école Jacques-et-Mona-Ozouf).

### Filmographie
- Mona Ozouf, femme des Lumières, film documentaire réalisé par Juliette Senik, France Télévisions/Schuch Productions, 2011, 52 min, rediffusé sur France 5 le 17 octobre 2014
- Les Identités de Mona Ozouf, film documentaire réalisé par Catherine Bernstein, Tébéo, Tébésud, TVR les chaines locales de Bretagne, Histoire TV / Paris-Brest Productions, 52 min. [[ présentation en ligne]].